# Elecciones municipales de 2011 en Sevilla
Las elecciones municipales de 2011 se celebraron en Sevilla el domingo 22 de mayo, de acuerdo con el Real Decreto de convocatoria de elecciones locales en España dispuesto el 28 de marzo de 2011 y publicado en el Boletín Oficial del Estado el día 29 de marzo.  Se eligieron los 33 concejales del pleno del Ayuntamiento de Sevilla mediante un sistema proporcional (método d'Hondt), con listas cerradas y un umbral electoral del 5 %.
Con la mayoría absoluta del Partido Popular se nombró alcalde a Juan Ignacio Zoido Álvarez que ocupó el cargo anteriormente precedido por el socialista Alfredo Sánchez Monteseirín.

## Resultados
Los resultados completos se detallan a continuación:
| Candidatura     | Candidatura                                                     | Voto Popular | Voto Popular                         | Voto Popular                         | Concejales                           | Concejales                           |
| Candidatura     | Candidatura                                                     | Votos        | %                                    | ±pp                                  | Total                                | +/-                                  |
| --------------- | --------------------------------------------------------------- | ------------ | ------------------------------------ | ------------------------------------ | ------------------------------------ | ------------------------------------ |
|                 | Partido Popular (PP-A)                                          | 166 040      | 49,31                                | +7.47                                | 20                                   | +5                                   |
|                 | Partido Socialista Obrero Español de Andalucía (PSOE-A)         | 99 168       | 29,45                                | -11.01                               | 11                                   | -4                                   |
|                 | Izquierda Unida Los Verdes-Convocatoria por Andalucía (IULV-CA) | 24 066       | 7,15                                 | -1.22                                | 2                                    | -1                                   |
|                 |                                                                 |              |                                      |                                      |                                      |                                      |
|                 | Espacio Plural Andaluz (EP-And)                                 | 16 097       | 4,78                                 | -0.43                                | 0                                    | ±0                                   |
|                 | Unión Progreso y Democracia (UPyD)                              | 10 945       | 3,25                                 | Nuevo                                | 0                                    | ±0                                   |
|                 | Los Verdes (LV)                                                 | 4063         | 1,21                                 | +0.17                                | 0                                    | ±0                                   |
|                 | Ciudadanos en Blanco (CenB)                                     | 2062         | 0,61                                 | Nuevo                                | 0                                    | ±0                                   |
|                 | Partido Antitaurino Contra el Maltrato Animal (PACMA)           | 1398         | 0,42                                 | +0.18                                | 0                                    | ±0                                   |
|                 | Por un Mundo Más Justo (PUM+J)                                  | 1051         | 0,31                                 | +0.14                                | 0                                    | ±0                                   |
|                 | Partido Humanista (PH)                                          | 412          | 0,12                                 | +0.05                                | 0                                    | ±0                                   |
|                 | Grupo de Ciudadanos Independientes (GDCI)                       | 406          | 0,12                                 | -0.05                                | 0                                    | ±0                                   |
|                 | Elección Libre y Eficiente (ELE)                                | 339          | 0,10                                 | Nuevo                                | 0                                    | ±0                                   |
|                 | Mayoría Democrática (M.D.)                                      | 326          | 0,10                                 | Nuevo                                | 0                                    | ±0                                   |
|                 | Solidaridad y Autogestión Internacionalista (SAIn)              | 300          | 0,09                                 | -0.08                                | 0                                    | ±0                                   |
|                 | Falange Española de las JONS (FE de las JONS)                   | 258          | 0,08                                 | -0.01                                | 0                                    | ±0                                   |
|                 | Democracia Nacional (D.N.)                                      | 237          | 0,07                                 | Nuevo                                | 0                                    | ±0                                   |
|                 | Unidad Popular Andaluza (UPAN)                                  | 204          | 0,06                                 | Nuevo                                | 0                                    | ±0                                   |
| Votos en blanco | Votos en blanco                                                 | 9 346        | 2,78                                 | +0.79                                | n/a                                  | n/a                                  |
| Votos vàlidos   | Votos vàlidos                                                   | 336 718      | 100,00                               | 100,00                               | 33                                   | ±0                                   |
| Votos nulos     | Votos nulos                                                     | 6380         | Participación: \| \| 62,73 % \| 8,1% | Participación: \| \| 62,73 % \| 8,1% | Participación: \| \| 62,73 % \| 8,1% | Participación: \| \| 62,73 % \| 8,1% |
| Votantes        | Votantes                                                        | 343 098      | Participación: \| \| 62,73 % \| 8,1% | Participación: \| \| 62,73 % \| 8,1% | Participación: \| \| 62,73 % \| 8,1% | Participación: \| \| 62,73 % \| 8,1% |
| Electores       | Electores                                                       | 546 944      | Participación: \| \| 62,73 % \| 8,1% | Participación: \| \| 62,73 % \| 8,1% | Participación: \| \| 62,73 % \| 8,1% | Participación: \| \| 62,73 % \| 8,1% |
|                 | 62,73 %                                                         |              |                                      |                                      |                                      |                                      |

## Concejales electos
Concejales electos en las elecciones:
| N.º | Cabeza de Lista                      | Nombre                                      | Lista | Lista   |
| --- | ------------------------------------ | ------------------------------------------- | ----- | ------- |
| 1   |                                      | Juan Ignacio Zoido Álvarez (Alcalde Electo) |       | PP-A    |
| 2   | Francisco Javier Landa Bercebal      |                                             |       | PP-A    |
| 3   | Juan Francisco Bueno Navarro         |                                             |       | PP-A    |
| 4   | María del Mar Sánchez Estrella       |                                             |       | PP-A    |
| 5   | Maximiliano Vílchez Porras           |                                             |       | PP-A    |
| 6   | Asunción Fley Godoy                  |                                             |       | PP-A    |
| 7   | Gregorio Serrano López               |                                             |       | PP-A    |
| 8   | Eduardo Beltrán Pérez García         |                                             |       | PP-A    |
| 9   | María Dolores de Pablo-Blanco Oliden |                                             |       | PP-A    |
| 10  | Francisco Luis Pérez Guerrero        |                                             |       | PP-A    |
| 11  | José Miguel Luque Moreno             |                                             |       | PP-A    |
| 12  | Evelia Rincón Cardoso                |                                             |       | PP-A    |
| 13  | Ignacio Manuel Flores Berenguer      |                                             |       | PP-A    |
| 14  | Amidea Navarro Rivas                 |                                             |       | PP-A    |
| 15  | José Luís García Martín              |                                             |       | PP-A    |
| 16  | Juan García Camacho                  |                                             |       | PP-A    |
| 17  | Jaime Ruíz Rodríguez                 |                                             |       | PP-A    |
| 18  | María Pía Halcón Bejarano            |                                             |       | PP-A    |
| 19  | María del Carmen Ríos Molina         |                                             |       | PP-A    |
| 20  | Rafael Benigno Belmonte Gómez        |                                             |       | PP-A    |
|     |                                      |                                             |       |         |
| 1   |                                      | Juan Espadas Cejas                          |       | PSOE-A  |
| 2   | Alberto Moriña Macías                |                                             |       | PSOE-A  |
| 3   | Antonio Muñoz Martínez               |                                             |       | PSOE-A  |
| 4   | Adela Castaño Dieguez                |                                             |       | PSOE-A  |
| 5   | Juan Manuel Flores Cordero           |                                             |       | PSOE-A  |
| 6   | Joaquín Díaz González                |                                             |       | PSOE-A  |
| 7   | Encarnación Mª Martínez Díaz         |                                             |       | PSOE-A  |
| 8   | Eva Patricia Bueno Campanario        |                                             |       | PSOE-A  |
| 9   | Juan Carlos Cabrera Valera           |                                             |       | PSOE-A  |
| 10  | Juan Miguel Bazaga Gómez             |                                             |       | PSOE-A  |
| 11  | José Luís David Guevara García       |                                             |       | PSOE-A  |
|     |                                      |                                             |       |         |
| 1   |                                      | Luís Fernández Blanco                       |       | IULV-CA |
| 2   | Josefa Medrano Ortiz                 |                                             |       | IULV-CA |

## Investidura
| Votación de investidura de Juan Ignacio Zoido Álvarez (PP-A) Mayoría absoluta: 17/33 |       |                          |
| Candidato                                                                            | Votos | Partidos votantes        |
| Juan Ignacio Zoido Álvarez                                                           | 20    | PP-A (20)                |
| Juan Espadas Cejas                                                                   | 13    | PSOE-A (11), IULV-CA (2) |